# 詩・現実
『詩・現実』（し・げんじつ）は、昭和初期に刊行された文芸雑誌。『詩と詩論』参加メンバーの一部が離脱して1930年に創刊された。

## 経緯
1928年に春山行夫を中心に創刊された『詩と詩論』の寄稿者の中で、春山らの純然たるフォルマリズム的傾向や「現実遊離」の傾向に不満を抱いたメンバーが、1930年5月に『詩・現実』を創刊した。『詩と詩論』と同じ季刊誌で、また判型も同じだった。メンバーは淀野隆三、北川冬彦を中心に、この二人とかつて『青空』に参加していた三好達治、神原泰、飯島正、梶井基次郎などで、発行元は武蔵野書院だった。
創刊号には、下記などが掲載された。
- 神原泰「超現実主義の没落」
- 田辺耕一郎「プロレタリア詩当面の諸問題」
- ピエエル・ナヴィル（北川冬彦、淀野隆三訳）「文学とインテリゲンチャ」
- 伊藤整「ジェイムス・ジョイスのメトオド『意識の流れ』に就いて」
- 梶井基次郎「愛撫」
- コクトー（堀辰雄訳）「グランテカール断章」
- 詩:横光利一、佐藤春夫、三好達治、丸山薫、葬山修三、滝口武史、千田光、ユウジン・ジオラス（伊藤整訳）

ここでは、ナヴィルの「今後超現実主義はブルジョア文化の全部に対抗するあらゆるプロレタリア所有権回復を支持しなければならない。超現実主義はあらゆる方法によって革命に参加しなければならないことを意識する」といった論旨のものも含まれていた。
第2号（9月）からは伊藤整、永松定、辻野久憲共訳によるジェイムズ・ジョイス「ユリシイズ」が連載され、1931-33年に第一書房より刊行された。伊藤整はこの後1931年に自身の編集による、新しい外国文学の研究や翻訳を主体とした季刊雑誌『新文学研究』を発行した。